# رون تايلور
رون تايلور (بالإنجليزية: Ron Taylor)‏ (و. 1952 – 2002 م) هو ممثل، وممثل أفلام، ومغني، وممثل تلفزيوني، من الولايات المتحدة الأمريكية، ولد في غالفيستون، تكساس، توفي في لوس أنجلوس، عن عمر يناهز 50 عاماً بسبب نوبة قلبية.

## التعليم
تعلم في الأكاديمية الأميركية للفنون المسرحية.

## وصلات خارجية
- رون تايلور على موقع IMDb (الإنجليزية)
- رون تايلور على موقع ألو سيني (الفرنسية)
- رون تايلور على موقع ميوزك برينز (الإنجليزية)
- رون تايلور على موقع أول موفي (الإنجليزية)
- رون تايلور على موقع قاعدة بيانات برودواي على الإنترنت (الإنجليزية)
- رون تايلور على موقع قاعدة بيانات الأفلام السويدية (السويدية)
- رون تايلور على موقع ديسكوغز (الإنجليزية)
- رون تايلور على موقع قاعدة بيانات الفيلم (الإنجليزية)
- رون تايلور على موقع كينوبويسك (الروسية)